# Желегоже
Желегоже (грч. Πεντάβρυσο, до 1928. грч. Ζελιγκόσδη) је насељено место у општини Костур у периферији Западна Македонија, Грчка. Према попису из 2021. године било је 550 становника.
Према бугарском географу и историчару, Василу Канчову, у Желегожу је 1900. године живело 330 Словена хришћана и 650 Словена муслимана. Након 1924. године муслиманско становништво је принудно исељено у Турску а на њихово место су насељене караманлијске избеглице и неколико грчких породица из Турске, укупно њих 378. Током грађанског рата словенско становништво је доста страдало, тако да је у селу било остало само 10 породица.